# Okręty podwodne typu IIA
Okręty podwodne typu IIA – typ okrętów podwodnych marynarek Finlandii i III Rzeszy, z okresu międzywojennego i II wojny światowej. Zostały zaprojektowane z obejściem postanowień Traktatu Wersalskiego przez założone w Holandii tajne niemieckie biuro projektowe IvS. Okręt prototypowy tego typu – „Vesikko” dla fińskiej marynarki wojennej – został zwodowany w 1931 roku w stoczni Crichton-Vulcan w Turku, a jednostki seryjne budowane już dla Kriegsmarine wodowano od czerwca 1935 roku w stoczni Deutsche Werke w Kilonii. Okręt prototypowy tego typu bazował na konstrukcji niemieckich jednostek typu UB II z czasów pierwszej wojny światowej. Ten sam projekt został użyty dla niemieckich okrętów przybrzeżnych, gdy kraj ten wznowił produkcję jednostek tej klasy.
Niemieckie jednostki typu IIA były używane głównie do szkolenia i testów, chociaż podjęły także kilka patroli bojowych w początkowym okresie drugiej wojny światowej, w tym zwłaszcza w trakcie kampanii norweskiej. W czasie prowadzenia działalności operacyjnej zatopiły sześć jednostek, w tym brytyjski okręt podwodny HMS „Thistle”, same też stały się obiektem kilku nieudanych ataków torpedowych, zaś U-1 zatonął na minie. W kwietniu 1940 roku wszystkie pozostające w służbie jednostki zostały ponownie skierowane do prowadzenia działalności szkoleniowej, którą prowadziły do lata 1944 roku. U-5 oraz U-2 zatonęły w 1943 i 1944 roku w wypadkach morskich na Bałtyku.
Okręty typu IIA były niewielkimi jednokadłubowymi jednostkami przybrzeżnymi o wyporności nawodnej 254 ton, wyposażonymi w trzy wyrzutnie torpedowe kalibru 533 mm. Zdolne były do rozwinięcia prędkości 13 węzłów na powierzchni i 7 węzłów w zanurzeniu. Zanurzenie testowe tych jednostek określone zostało na 100 metrów, zaś ich załoga liczyła 25 osób.

## Geneza
Traktat wersalski w 1919 roku zabronił Niemcom projektowania i budowania okrętów podwodnych. Jednak już od 1924 roku w tajnym niemieckim biurze projektowym Ingenieurskantoor voor Scheepsbouw (IvS) w holenderskiej Hadze opracowywano szereg projektów (Pu22 i Pu26) okrętów podwodnych dla Estonii i Finlandii.

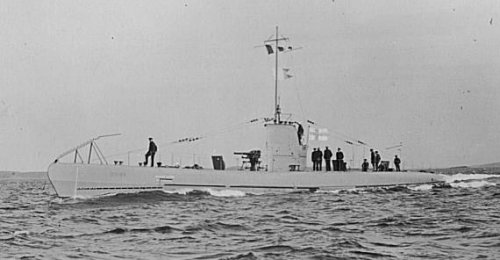
Zwodowany 1 czerwca 1930 roku „Vetehinen” typu Vetehinen, o wyporności 493 ton

Pracowano też w tym czasie nad projektami dla Hiszpanii, a następnie także dla Turcji. Finlandia rozważała wówczas możliwość budowy małych okrętów podwodnych, o wielkości nie przekraczającej 99 ton, ostatecznie jednak zdecydowała się na nieco większe okręty, stąd zwodowano „Saukko” o wyporności 114 ton. We wrześniu 1927 roku w Finlandii położono stępkę pod pierwszy z fińskich okrętów typu Vetehinen o wyporności 500 ton, budowanych według projektu IvS oznaczonego jako CV702. 23 kwietnia 1928 roku doszło do spotkania szeregu emerytowanych i czynnych oficerów, doradców oraz projektantów, podczas którego ustalono, że jednostki o wyporności 250 ton są najmniejszą z dopuszczalnych możliwości, z uwagi na konieczne właściwości taktyczno-techniczne na przyszłym teatrze działań wojennych. Za podstawę przyszłego projektu uznano konstrukcję jednostek typu UB II z I wojny światowej. Spotkanie to uznaje się za punkt zwrotny w historii rozwoju okrętów typu II. Mimo wielu bowiem trudności i chwilowych zmian koncepcji, ostatecznie podstawowe założenia nowego okrętu nie uległy zmianie. Uznawano przy tym, że z korzyścią dla projektu będzie, jeśli jakieś obce państwo wybuduje pierwszy okręt takiego typu, a z doświadczeń przy jego budowie będzie mogła skorzystać IvS. 20 lutego 1930 roku w specjalnym memorandum ustalono, że szczególne znaczenie należy przyznać przygotowaniom do budowy małych, prostych w budowie okrętów, które mogą być budowane szybko. Skonkretyzowano założenie, że nowe okręty powinny mieć około 200 ton wyporności i prędkość nawodną 12 węzłów, z trzema dziobowymi wyrzutniami torpedowymi kalibru 53 cm.

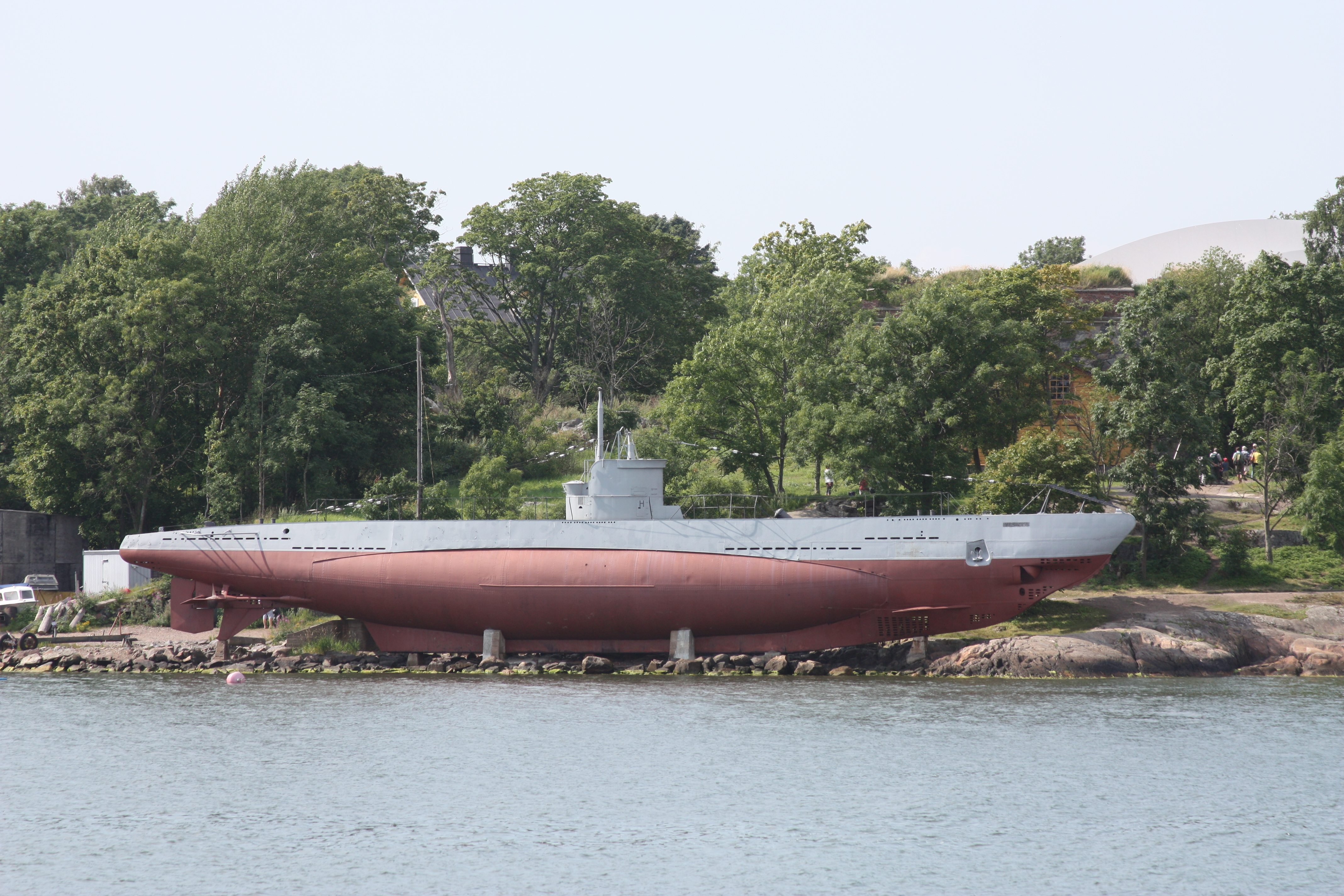
„Vesikko” współcześnie, jako muzeum

Po wyposażeniu i przeprowadzonych z sukcesem testach jednostek  typów Vetehinen i Saukko, Finlandia przygotowywała się do złożenia zamówienia na jednostki o wyporności 250 ton. Rozważano przy tym projekty IvS 170 i 172, a także 179. Ostatecznie złożono w stoczni Crichton-Vulcan w Turku zamówienie na jednostkę 250-tonową, budowaną pod nadzorem IvS. Projekt tej jednostki nosił w IvS oznaczenie CV707 – oparty był na wcześniejszej koncepcji 179, z wyjątkiem zewnętrznych zbiorników siodłowych. Jednostka ta pod nazwą „Vesikko” została zwodowana 10 maja 1933 roku. W konstrukcji tej, standardowe dla okrętów z poprzedniej wojny wyrzutnie torped 500 mm zastąpiono wyrzutniami kalibru 533 mm, pod dziobowym przedziałem torpedowym umieszczono instalację akumulatorów elektrycznych z 62 ogniwami, zaraz zaś za nim umieszczono centralę bojową okrętu – znajdującą się ponad centralnym zbiornikiem balastowym.
W celu zapewnienia małemu okrętowi napędu dieslowskiego o dużej mocy, wykorzystano znajdujące się wówczas w dyspozycji marynarki silniki MWM o mocy wyjściowej 350KM przy 1000 obrotów na minutę, wykorzystywane przy konstrukcji nowych trałowców. Zajmowały one tyle samo miejsca w kadłubie okrętu, co znacznie słabsze sześciocylindrowe silniki jednostek UB-II o mocy 142 KM. Zbiorniki paliwa zostały umieszczone w kadłubie sztywnym, poniżej siłowni. Przestrzeń mieszkalna została umieszczona przedziale torpedowym oraz rufowym, wykorzystując fakt że w tym ostatnim nie umieszczono żadnego uzbrojenia. W praktyce, przestrzeń mieszkalna tego okrętu nigdy nie była satysfakcjonująca podczas pobytu w morzu. Proces budowy „Vesikko” był bardzo długi, gdyż sam projekt był zmieniany praktycznie aż do momentu przekazania jednostki marynarce wojennej Finlandii.

### Program mobilizacyjny do 1932
W memorandum z 3 marca 1926 roku o „Militarnych wymaganiach w specyfikacji małych i średnich u-bootów w świetle naszych wojennych doświadczeń operacyjnych”, kontradmirał Arno Spindler podkreślał, że marynarka niemiecka postawiona w obliczu mobilizacji – zakładając że oponentami będą Francja i Polska – jako idealnych rozwiązań będzie potrzebowała średniej wielkości jednostek podobnych do UB III i UC III do zadań minowych i torpedowych oraz jednostek odpowiadających okrętom UB II do operacji przybrzeżnych. Już wkrótce powstały jednak plany mobilizacyjne, w których przewidywano, że Reichsmarine potrzebować będzie nowocześniejszych jednostek UF (350 ton) jako zamiennik za UB II oraz UG (640 ton) zamiast UB III. Na tej bazie powstały plany programu mobilizacyjnego składającego się z 36 jednostek UF, 42 okrętów UG oraz 6 jednostek UC III.

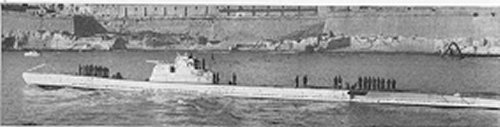
E1 – tu jako „Gür” tureckiej marynarki, w 1936 roku

IvS odpowiedzialna była za projekty nowych jednostek z zastosowaniem najnowszych osiągnięć technologicznych. Okręty minowe przewidziane były specjalnie na śródziemnomorski teatr wojenny, zaś jednostki UC III uważane były raczej za zbyt małe na ten obszar. Zaproponowano w związku z tym opracowanie większych jednostek, które zdolne byłyby do odbycia 45-dniowego rejsu z Niemiec na ten akwen – nowe plany zakładały budowę 36 jednostek UF, 36 UG oraz 12 UI. Gdy opracowany dla Hiszpanii E1 był w budowie, ten projekt został wybrany zamiast UG. Po przeprowadzeniu jednak w Finlandii – z sukcesem – testów okrętu 250-tonowego, porzucono zamiar wyposażenia marynarki w jednostki typu UF. Szczególny wpływ na tę decyzję miał fakt zamiaru odejścia od wyrzutni 50 cm na rzecz kalibru 533 milimetrów, jako że wkrótce dostępne miały się stać wystrzeliwane z wyrzutni torpedowych miny o tej średnicy. W efekcie, w 1932 roku najwłaściwszymi projektami okazywały się CV702 („Vetehinen”), CV707 („Vesikko”) oraz E1.

### Program rekonstrukcji 1932–1935
Jesienią 1932 roku dekretem ministra obrony Rzeszy, zdecydowano o uruchomieniu tzw. „programu rekonstrukcji”, w celu budowy do roku 1938 nowoczesnej niemieckiej marynarki o dużej wartości bojowej. 22 listopada tego roku zdecydowano w związku z tym o powołaniu w Głównym Biurze Okrętów „Oddziału MVB”, jako że okręty podwodne miały być odtąd nazywane Motorenversuchsboot (eksperymentalnymi łodziami motorowymi). Szeroko dyskutowano także o środkach niezbędnych dla rozpoczęcia produkcji u-bootów. Marynarka miała bowiem nadzieję, że okręty wg projektów IvS – E1 oraz CV707 – w które zainwestowała znaczne zasoby, zapewnią trzon nowego ramienia podwodnego floty. Celem szybkiej produkcji okrętów, rozpatrywano jednak jedynie projekt CV707. Projektowi E1 przyznano wówczas oficjalne oznaczenie „MVBI”, zaś projektowi CV707 „MBVII”. Przegląd projektów E1 oraz CV707 doprowadził jednak do decyzji o konieczności wprowadzenia zmian projektowych – w tym, w przypadku CV707, zmniejszenia wielkości kiosku, wprowadzenia nowych wyrzutni torpedowych przystosowanych to wystrzeliwania torped G7a i G7e, a także min. Skutkiem zmian projekt E1 otrzymał nowe oznaczenie „MVBIA”, zaś CV707 „MVBIIA”. Podjęty 4 czerwca 1934 roku program budowy floty podwodnej przewidywał w związku z tym produkcję 10 jednostek typu IA oraz 18 okrętów IIA.
W latach 1933–1935, gdy Adolf Hitler zdobywał dyktatorską władzę w Niemczech, dowodzący niemiecką marynarką Erich Raeder w sekrecie zarządził rozbudowę Reichsmarine i jednocześnie utrzymywał przyjacielskie relacje z brytyjską Royal Navy – zakładając, że wkrótce zawarta zostanie umowa angielsko-niemiecka, a nałożone na niemiecką flotę restrykcje traktatu wersalskiego zostaną złagodzone. Autoryzował wówczas sekretne planowanie pancerników „Gneisenau” i „Scharnhorst” oraz „Bismarck” i „Tirpitz”, a także floty podwodnej składającej się początkowo z dwudziestu czterech małych 250-tonowych okrętów podwodnych, dziesięciu średnich okrętów o wyporności 500 ton oraz dwóch dużych jednostek podwodnych o wyporności 750 ton. Już jednak w 1935 roku Hitler odrzucił traktat wersalski i zainicjował pobór. 18 czerwca zawarto niemiecko-brytyjski układ morski zezwalający Niemcom na budowę floty w stosunku 35:100 do brytyjskiej w okrętach liniowych oraz maksymalnie 45% łącznej brytyjskiej wyporności okrętów podwodnych. Ze strony niemieckiej ceną za to było zobowiązanie do przystąpienia do artykułu 22 traktatu londyńskiego z 1930 roku, zakazującego prowadzenia nieograniczonej wojny podwodnej przeciw żegludze. Już 11 dni później, 29 czerwca, Reichsmarine została zmieniona w Kriegsmarine, a Niemcy wprowadziły do służby swój pierwszy po I wojnie światowej okręt podwodny – U-1.

## Budowa i konstrukcja
Kontrakt na budowę sześciu jednostek według projektu MVBIIA podpisano ze stocznią Deutsche Werke w styczniu 1934 roku, w tym samym też miesiącu – okrężną drogą przez IvS w Hadze – w ścisłej tajemnicy do Kilonii dotarły z Zagłębia Ruhry blachy walcowane do budowy ich kadłubów. Tą samą drogą na początku roku 1934 dostarczono główne i pomocnicze silniki, zaś w zakładach Julius Pintsch AG w Fürstenwalde koło Berlina wyprodukowano wyrzutnie torpedowe dla dwóch pierwszych okrętów IIA.
Stępkę pod pierwszą jednostkę położono 11 lutego 1935 roku w Kilonii, gdzie zwodowano ją 15 czerwca 1935 roku.
|         | Położenie stępki | Wodowanie       | Wejście do służby |
| ------- | ---------------- | --------------- | ----------------- |
| Vesikko | 1 sierpnia 1931  | 10 maja 1933    | 30 kwietnia 1934  |
| U-1     | 11 lutego 1935   | 29 czerwca 1935 | 29 czerwca 1935   |
| U-2     | 11 lutego 1935   | 1 lipca 1935    | 25 lipca 1935     |
| U-3     | 11 lutego 1935   | 19 Jul 1935     | 6 sierpnia 1935   |
| U-4     | 11 lutego 1935   | 31 Jul 1935     | 17 sierpnia 1935  |
| U-5     | 11 lutego 1935   | 14 Aug 1935     | 31 sierpnia 1935  |
| U-6     | 11 lutego 1935   | 21 Aug 1935     | 7 września 1935   |

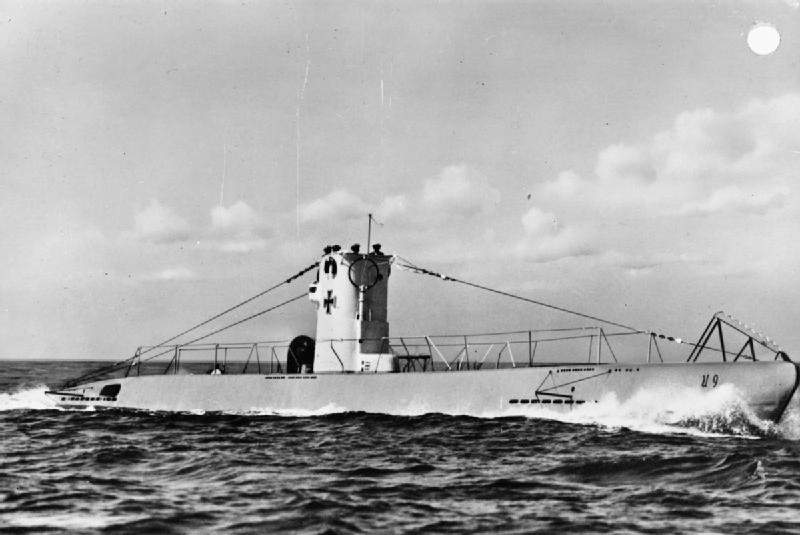
Przecinacz sieci torpedowych na dziobie i służące do ich przenoszenia ponad okrętem kable wzdłuż kadłuba U-9 – podobnego projektu MVBIIB – jedne z wielu w jednostkach typu II pozostałości konstrukcyjnych po U-Bootach z czasów I wojny światowej

Okręty tego typu były jednokadłubowymi jednostkami podwodnymi o konstrukcji spawanej i wyporności traktatowej 250 ton, jednak ich rzeczywista wyporność bojowa na powierzchni wynosiła 254 ton. Pod wodą okręty wypierały 303 tony, miały długość całkowitą 40,9 metra oraz szerokość 4,08 metra. W pozycji nawodnej kadłub miał zanurzenie 3,83 metra. Siłownię każdej z jednostek tworzyły dwa 6-cylindrowe czterosuwowe silniki Diesla Motorenwerke Mannheim MWM RS127S o łącznej mocy 700 KM (2 × 350 KM) przy 1000 obr./min oraz dwa silniki elektryczne SSW PG W322/26 o mocy 300 kW (2 x 180KM). Zastosowana forma kadłuba oraz układ napędowy umożliwiał jednostce osiąganie prędkości maksymalnej na powierzchni wynoszącej 13 węzłów, elektryczny zespół napędowy zaś umożliwiał U-1 rejs podwodny z prędkością nie przekraczającą 6,9 węzła. Wysokoobrotowe silniki spalinowe MWM napędzały wały napędowe za pomocą układu transmisji i zostały wybrane dla tych okrętów z uwagi na ich niewielkie rozmiary, konieczne do umieszczenia w stosunkowo niewielkim kadłubie. Zbiorniki paliwa mieściły łącznie 11,61 ton oleju napędowego, co umożliwiało jednostce rejs o długości 1600 mil  morskich z prędkością 8 węzłów. Zasięg podwodny okrętu wynosił 35 mile morskie przy prędkości 4 węzłów. Zanurzenie testowe okrętów typu IIA wynosiło 100 metrów, zanurzenie maksymalne 150 metrów, zaś czas całkowitego zanurzenia 25 sekund.
Podstawowe uzbrojenie stanowiły torpedy typu G7a lub G7e z napędem elektrycznym, umieszczone w trzech wyrzutniach torpedowych kalibru 533 mm na dziobie, oraz dwie torpedy w zapasie. Opcjonalnie możliwe było jednak zabranie przez okręty sześciu torped, przez umieszczenie dodatkowego pocisku w korytarzu między przedziałem torpedowym a centrum bojowym okrętu. Możliwość ta nie była jednak często wykorzystywana, gdyż dodatkowy ciężar w tym miejscu zaburzał trym okrętu i powodował jeszcze trudniejsze warunki życia dla 25 członków załogi. Zamiennie z torpedami, U-1 mógł przenosić do 18 min. Uzbrojenie to uzupełnione było pojedynczym działkiem kalibru 20 mm (morską wersją 2 cm FlaK 30), które w roku 1942 zostało zastąpione działkiem podwójnym.
W konstrukcji jednostek typu IIA wyraźnie widoczne były cechy i elementy typowe dla okrętów podwodnych z czasów I wojny światowej, jak przecinak sieci przeciwtorpedowych na dziobie, czy wsparte na kiosku przewody łączące dziób z rufą – służące do unoszenia sieci ponad płynącym w zanurzeniu okrętem, które na powierzchni służyły również jako anteny radiowe.

## Służba

### Okres przedwojenny
W początkach roku 1935, gdy Niemcy dokonywały ostatnich przygotowań do budowy niewielkiej liczby okrętów typu IIA w stoczni Deutsche Werke w Kilonii, głównodowodzący marynarki admirał Erich Raeder zdecydował, że z przyczyn administracyjnych jednostki podwodne będą dołączone do istniejących flotylli okrętów nawodnych. Nie przewidywał dla nich bowiem żadnej znaczącej roli przez kolejne dwa–trzy lata, dopóki nie zostanie wyszkolona odpowiednia liczba członków ich załóg.

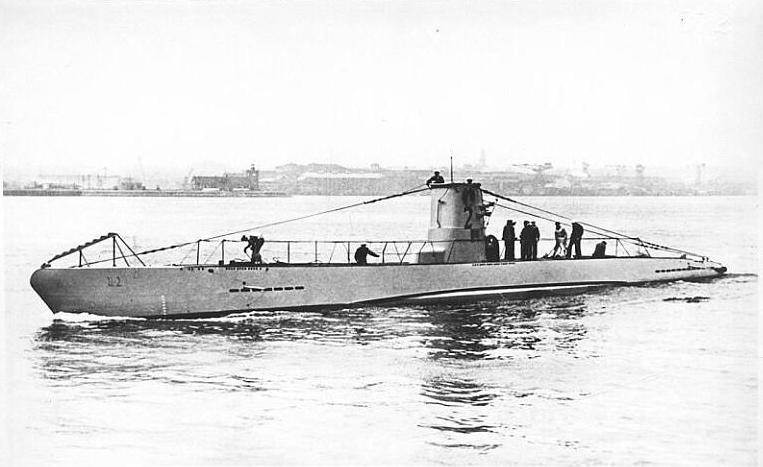
U-2 w Kilonii w roku 1935

Zawarcie jednak układu z Wielką Brytanią spowodowało, że marynarka mogła wybudować więcej okrętów, niż się spodziewała, i rozdzielanie ich między jednostki nawodne było niepraktyczne. Toteż począwszy od roku 1935, kolejno wykańczane okręty typów IIA i IIB (U-1 do U-24) zostały podzielone na cztery grupy w celu prowadzenia z Kilonii działalności szkoleniowo-treningowej Jednostki tego typu nie weszły w skład utworzonej 27 września 1935 roku 1. Flotylla U-Bootów w Kilonii, i nie podlegały bezpośrednio dowodzącemu nią Karlowi Dönitzowi, lecz znajdowały się we władaniu Inspektoratu Torped i kontrolowane były przez dowodzącego flotyllą szkolną  (US-FL, Unterseebootsschulflotille) w Neustadt Kurta Slevogta. Tworzyły ją U-1 z Klausem Ewerthem, U-2 z Hermanem Michahellesem, U-3 pod dowództwem Hansa Meckela, U-4 z Hannesem Weingärtnerem, U-5 pod dowództwem Rolfa Dau'a oraz dowodzony przez Ludwiga Mathesa U-6. Już jednak od września 1935 roku, wszystkie jednostki IIA znajdowały się w Szkole Zwalczania Okrętów Podwodnych w celu szkolenia załóg w zakresie technicznym. W 1937 roku jednostki IIA utworzyły Flotyllę Szkoły U-Bootów i Grupę Treningową Szkoły U-Bootów.
7 marca 1936 roku podczas zajmowania przez wojska niemieckie Zagłębia Ruhry – wraz z 12 jednostkami wchodzącymi w skład 1. Flotylli U-Bootów „Weddingen”, wszystkie okręty tego typu zostały wysłane na patrol bojowy, na wypadek ewentualnej wojny morskiej z Polską, Francją lub Związkiem Radzieckim, na Morzu Północnym i Morzu Bałtyckim. Podobne wyjście na patrol bojowy miało miejsce podczas anschlussu Austrii, nieudanej próby zajęcia przez Niemcy Sudetów w maju oraz po układzie monachijskim we wrześniu 1938 roku.

### Działania w okresie wojny
Gdy tuż przed wybuchem wojny FdU (Führer der Unterseeboote) Karl Dönitz wysłał okręty podwodne na wody wokół Wielkiej Brytanii. Jednostki IIA nie wzięły jednak udziału w tej operacji – zamiast tego, niektóre z nich zostały wysłane do zabezpieczenia działań przeciwko Polsce, w tym do zapobieżenia przedostawaniu się jednostek Marynarki Wojennej na Morze Północne. Rozkaz ten objął jednostki U-5 i U-6. 31 sierpnia 1939 roku patrolujący Kattegat U-6 dostrzegł opuszczające Bałtyk i kierujące się na Morze Północne polskie niszczyciele OORP „Błyskawica”, „Grom” i „Burza” – wobec nie rozpoczęcia jednak jeszcze działań wojennych, nie mógł przeprowadzić ataku. Nieco później – 4 września, U-3 i U-4 otrzymały rozkaz wyjścia na Morze Północne w celu zwalczania brytyjskich okrętów podwodnych.

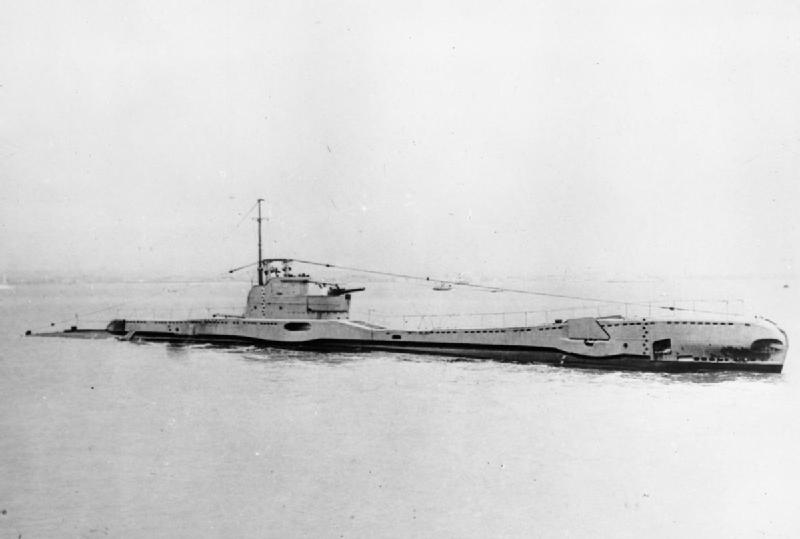
HMS „Thistle” (N24) zatopiony koło Stavanger przez U-4. Tu na zdjęciu z sierpnia 1939 roku.

Okręty te odniosły pojedyncze sukcesy w początkowym okresie wojny; prawdopodobnie największym było zatopienie przez U-4 brytyjskiego okrętu podwodnego HMS „Thistle” typu T. W drugiej połowie marca 1940 roku, U-Bootwaffe rozpoczęła operację Hartmut wysyłając U-1, U-2, U-3 i U-4 wraz z innymi okrętami podwodnymi ku wybrzeżom Norwegii celem zabezpieczenia przed spodziewaną inwazją brytyjską. Następnie okręty ponownie wyszły w morze na początku kwietnia celem ochrony inwazji niemieckiej, w tym zwłaszcza zwalczania brytyjskich okrętów podwodnych. 9 kwietnia 1940 roku „Thistle” zaatakował znajdujący się na powierzchni U-4 za pomocą sześciu torped, żadna z nich nie trafiła jednak w niemiecki okręt, ten zaś wykonał awaryjne zanurzenie. Po kilku godzinach pod wodą, dowodzący w tym rejsie U-4 Oberleutnant zur See Hans-Peter Hinsch dostrzegł brytyjski okręt, stojący w bezruchu na powierzchni we fiordzie w pobliżu Stavanger, którego dowódca był prawdopodobnie nieświadomy obecności jednostki niemieckiej. Pierwsza wystrzelona przez U-4 torpeda chybiła celu, „Thistle” został jednak zatopiony drugą torpedą, która eksplodowała w jego śródokręciu.
U-1 przeprowadził podczas wojny dwa patrole bojowe, na wodach norweskich – nie zatopił żadnej jednostki przeciwnika, jednak podczas drugiego z nich zatonął na minie, prawdopodobnie na polu minowym nr 7 postawionym przez brytyjskie niszczyciele HMS „Express”, „Esk”, „Icarus” i „Impulsive” na północ od Terschelling. Zgodnie z najnowszą hipotezą, U-1 mógł wpaść na minę postawioną przez inny brytyjski okręt podwodny HMS „Narwhal”. Podobnie jak U-1, U-2 również przeprowadził tylko dwa patrole, które odbył w trakcie kampanii norweskiej. Nie zatopił żadnej jednostki przeciwnika, sam stał się jednak celem nieudanego ataku torpedowego ze strony HMS „Unity”, który chybił celu czterema torpedami. 15 kwietnia 1940 roku powrócił z drugiego patrolu do Wilhelmshaven, i został ponownie skierowany do działalności szkoleniowej, w którą pełnił do wiosny 1944 roku. 8 kwietnia 1944 roku zderzył się trawlerem rybackim „Helmi Söhle” i zatonął z niemal całą załogą.
Od 29 października 1938 do 2 stycznia 1940 roku U-3 dowodzony był przez Joachima Schepke, który odbył na nim trzy patrole wojenne. Podczas ostatniego z nich – 30 września 1939 roku, okręt zatopił ogniem artyleryjskim i torpedami duński transportowiec s/s „Vendia” (1 150 BRT), oraz szwedzki transportowiec s/s „Gun” (1 198 BRT), który został zatopiony przez detonację podłożonych przez grupę abordażową ładunków wybuchowych. 4. i 5. patrol okręt odbył na wodach norweskich w operacji Hartmut, nie odnosząc jednak żadnych sukcesów – sam natomiast stał się celem nieudanego ataku za pomocą salwy sześciu torped ze strony brytyjskiego okrętu HMS „Porpoise”. Powrócił do portu 19 kwietnia 1940 roku i do 1 sierpnia 1944 roku nie odbył żadnych patroli bojowych, prowadząc wyłącznie działalność szkoleniową. Od lata 1944 roku wykorzystywany był w charakterze jednostki doświadczalnej, do testowania skutków bliskich eksplozji.
U-4 podczas swojego przeprowadzonego w Skagerraku drugiego patrolu, 22 września 1939 roku zatrzymał i zatopił założonymi pod pokładem ładunkami wybuchowymi fiński statek s/s „Martii Ragnar” (2 262 BRT), następnego zaś dnia – w ten sam sposób – s/s „Walma” (1 361 BRT). Dwa dni później storpedował i zatopił szwedzki statek s/s „Gertrud Bratt” (1 510 BRT). Podczas czwartego patrolu, zatopił wspomniany wcześniej HMS „Thistle”, po czym powrócił do działalności szkoleniowej na Bałtyku.
U-5 odbył dwa patrole, w tym jeden na wodach norweskich, nie odniósł żadnych sukcesów i w kwietniu 1940 roku został ponownie skierowany do prowadzenia działalności szkoleniowej. Zatonął 19 marca 1943 roku na zachód od Piławy, na skutek wypadku przy zanurzaniu.
U-6 patrolujący Kattegat 31 sierpnia 1939 roku przekazał meldunek o polskich niszczycielach opuszczających Bałtyk. Podczas drugiego patrolu wziął udział w operacji Hartmut, lecz nie odniósł sukcesu, po czym do sierpnia 1944 roku prowadził działalność szkoleniową na Bałtyku, kiedy został wycofany z czynnej służby.
Po zakończeniu operacji na wodach norweskich, wszystkie ocalałe jednostki tego typu zostały wyłączone ze służby operacyjnej i skierowane na Bałtyk, gdzie w ramach 21. Flotylli prowadziły działalność szkoleniową z Piławy.
| Okręt   | Patrole bojowe | Zatopione jednostki     | Koniec służby   | Los jednostki                                                             |
| ------- | -------------- | ----------------------- | --------------- | ------------------------------------------------------------------------- |
| Vesikko | bd.            | 1                       | 1946            |                                                                           |
| U-1     | 2              | brak                    | 8 kwietnia 1940 | Zatonął na minie w okolicach Terschelling                                 |
| U-2     | 2              | brak                    | 8 kwietnia 1944 | Zatonął po kolizji ze statkiem rybackim „Helmi Söhle” na zachód od Piławy |
| U-3     | 5              | 2 statki (2 348 BRT)    | 1 sierpnia 1944 | Wycofany ze służby w Gdyni                                                |
| U-4     | 4              | 4 jednostki (6 223 BRT) | 1 sierpnia 1944 | Wycofany ze służby w Gdyni                                                |
| U-5     | 2              | brak                    | 19 marca 1943   | Zatonął w wypadku podczas zanurzania na zachód od Piławy.                 |
| U-6     | 2              | brak                    | 7 sierpnia 1944 | Wycofany ze służby w Gdyni                                                |